# Максимов, Алексей Иванович
Алексей Иванович Максимов (1903—1965) — советский хозяйственный, государственный и политический деятель. Министр сельского хозяйства РСФСР (1947—1953). Депутат Верховного Совета СССР 2-го созыва и Верховного Совета РСФСР 3-го созыва.

## Биография
Родился 20 февраля 1903 года в деревне Мишнево Калужского района Калужской области в крестьянской семье. В шестнадцатилетнем возрасте вступил в комсомол. С 1921 по 1929 год — на руководящей комсомольской работе. Член ВКП(б) с 1922 года. С 1929 года — секретарь Перемышльского, Ряжского, Рыбновского и Пушкинского райкомов ВКП(б) Московской области. С 1938 года — заведующий сельскохозяйственным отделом Московского областного комитета ВКП(б). В том же году был избран заместителем председателя Исполнительного комитета Московского областного совета. С февраля 1940 года — секретарь Московского областного комитета ВКП(б). Делегат XVIII съезда ВКП(б) (1939) и XVIII конференции ВКП(б) (1941).
В годы Великой Отечественной войны находился на посту секретаря Московского областного комитета ВКП(б). Занимался перестройкой сельского хозяйства для нужд фронта. Принимал участие в организации обороны Москвы, был одним из руководителей партизанского движения на оккупированных территориях Московской области. После освобождения Московской области занимался восстановлением сельского хозяйства.
10 февраля 1946 года избран депутатом Совета Союза Верховного Совета СССР 2-го созыва от Кунцевского округа Московской области. 18 февраля 1951 года избран депутатом Верховного Совета РСФСР 3-го созыва от Колпнянского округа Орловской области. Избирался депутатом Московского городского совета. С 13 мая 1947 года по 1 апреля 1953 года — министр сельского хозяйства РСФСР.
Умер в 1965 году. Похоронен на Новодевичьем кладбище Москвы (4 участок).

## Награды
- Орден Ленина (1944)[8]
- Орден Трудового Красного Знамени (1943)[9]
- Медаль «Партизану Отечественной войны»[2]
- Медаль «За оборону Москвы»[2]
- Медаль «За победу над Германией в Великой Отечественной войне 1941—1945 гг.»[2]
- Медаль «За доблестный труд в Великой Отечественной войне 1941—1945 гг.»[2]